# Overførselsindkomst
Overførselsindkomst betegner indkomster, som det offentlige stiller til rådighed for borgere, der opfylder visse betingelser. Dagpenge, folkepension, kontanthjælp, SU førtidspension osv. er vigtige danske eksempler. Overførselsindkomsterne gives uden noget krav om modydelse. Offentligt ansattes løn, apanage og lignende er dermed ikke overførselsindkomster.

## De vigtigste typer af overførselsindkomster
Man skelner mellem indkomsterstattende og ikke-indkomsterstattende overførsler. De førstnævnte, som er langt den betydeligste gruppe, gives til personer, som ikke forsørger sig selv på anden vis, og er beregnet til at udgøre et indkomstgrundlag, som modtagerne kan leve af. Ikke-indkomsterstattende overførsler er beregnet som et supplement til anden indkomst. Denne type omfatter blandt andet børne- og ungeydelse og boligstøtte.

## Overførselsindkomster til 16-64-årige
Antallet af 16-64-årige modtagere af overførselsindkomster i 2007 og 2014 som opgjort af Danmarks Statistik fremgår af nedenstående tabel. I alt var der i 2014 776.000 modtagere af overførselsindkomster i aldersgruppen. Heraf var knap 319.000 enten på efterløn eller førtidspension (tilbagetrækning i tabellen), mens 106.000 var ledige. Gruppen af "øvrige ydelsesmodtagere" dækker først og fremmest over personer på kontanthjælp og sygedagpenge.
Fra 2007 til 2014 er antallet af overførselsindkomstmodtagere faldet med knap 14.000 personer. Det dækker over en stigning i antallet af ledige som følge af den økonomiske krise på ca. 30.000 personer, et endnu større fald i antallet af folk på tilbagetrækning (efterløn og førtidspension), ca. 20.000 flere i støttet beskæftigelse og godt 15.000 færre på barselsdagpenge.
| Type                          | 2007    | 2014    | Forskel |
| ----------------------------- | ------- | ------- | ------- |
| Registrerede nettoledige      | 76.059  | 105.926 | 29.867  |
| Feriedagpenge                 | 6.810   | 4.873   | -1.937  |
| Vejledning og opkvalificering | 38.964  | 38.541  | -423    |
| Støttet beskæftigelse         | 73.718  | 93.085  | 19.367  |
| Barselsdagpenge mv.           | 60.865  | 44.542  | -16.323 |
| Tilbagetrækning               | 374.101 | 318.701 | -55.400 |
| Øvrige ydelsesmodtagere       | 158.760 | 170.497 | 11.737  |
| I alt                         | 789.931 | 776.165 | -13.766 |

SU-modtagere, som i 2014 udgjorde 320.000 personer, indgår ikke i denne statistik. Det samme gælder folkepensionisterne, som jo er over 65 år, og som udgør godt en million mennesker. Folkepensionisterne er dermed langt den mest talrige af personerne på overførselsindkomst.